# DHRS7C
DHRS7C (англ. Dehydrogenase/reductase 7C) – білок, який кодується однойменним геном, розташованим у людей на 17-й хромосомі. Довжина поліпептидного ланцюга білка становить 312 амінокислот, а молекулярна маса — 34 878.
| 10         |  | 20         |  | 30         |  | 40         |  | 50         |
| ---------- |  | ---------- |  | ---------- |  | ---------- |  | ---------- |
| MGVMAMLMLP |  | LLLLGISGLL |  | FIYQEVSRLW |  | SKSAVQNKVV |  | VITDAISGLG |
| KECARVFHTG |  | GARLVLCGKN |  | WERLENLYDA |  | LISVADPSKQ |  | TFTPKLVLLD |
| LSDISCVPDV |  | AKEVLDCYGC |  | VDILINNASV |  | KVKGPAHKIS |  | LELDKKIMDA |
| NYFGPITLTK |  | ALLPNMISRR |  | TGQIVLVNNI |  | QGKFGIPFRT |  | TYAASKHAAL |
| GFFDCLRAEV |  | EEYDVVISTV |  | SPTFIRSYHV |  | YPEQGNWEAS |  | IWKFFFRKLT |
| YGVHPVEVAE |  | EVMRTVRRKK |  | QEVFMANPIP |  | KAAVYVRTFF |  | PEFFFAVVAC |
| GVKEKLNVPE |  | EG         |  |            |  |            |  |            |

A: Аланін

C: Цистеїн

D: Аспарагінова кислота

E: Глутамінова кислота

F: Фенілаланін

G: Гліцин

H: Гістидин

I: Ізолейцин

K: Лізин

L: Лейцин

M: Метіонін

N: Аспарагін

P: Пролін

Q: Глутамін

R: Аргінін

S: Серин

T: Треонін

V: Валін

W: Триптофан

Кодований геном білок за функцією належить до оксидоредуктаз. 
Задіяний у такому біологічному процесі, як альтернативний сплайсинг. 
Білок має сайт для зв'язування з НАД, НАДФ. 
Секретований назовні.